# 육조단경
육조단경은 육조혜능의 설법을 제자인 하택신회(荷澤神會: 685~760)가 책으로 편찬한 것이다. 남종선(南宗禪)의 개창자 육조혜능의 설법을 기록한 유일한 책이다.

## 역사
육조혜능(六祖慧能: 638~713)은 7세기 당나라의 승려이다. 대한불교 조계종에서는 석가모니 이래 33대 조사, 중국 선불교 6대 조사로 공식 인정하며, 헌법에도 육조혜능이 명시되어 있기 때문에, 그의 유일한 설법인 육조단경을 매우 중요시한다.
육조혜능은 오조홍인(五祖弘忍: 601~674)으로부터 가사를 이어받았다. 석가모니 이래 스승의 가사를 받는 것이 조사직을 넘겨받는 전통이다. 당대에 깨달음의 공식 인정은 조사로부터 면전에서의 인가, 서면으로의 전법게 두가지 방법에 따르며, 조사가 아닌 선지식으로부터의 인가, 전법게는 공신력을 인정받지 못한다. 반면에, 깨달은 여러 제자 중에서 조사직을 넘겨줄 때는 반드시 가사를 주는 것이 전통이다. 조사직은 반드시 조사가 깨달았다고 인가한 제자 중에서 가장 아끼는 제자에게만 넘겨준다. 가장 아끼는 제자에게만 넘겨주기 때문에, 다른 깨달은 선지식이 강제로 빼앗아 조사직의 계승을 주장하 수 없다. 가사를 넘겨주는 방식 말고도, 고승들이 모여서 조사직의 계승을 결정하기도 하였으며, 스님이 아닌 재가불자에게 조사직이 계승되기도 했다.
오조홍인은 수제자인 신수 (당나라)가 있었다. 신수는 모든 스님들의 존경을 받았으며, 방대한 불교 지식과 깊은 참선 수행, 많은 설법, 그리고 행정권력까지 모두 장악하고 있었다. 당나라 황제는 신수를 최고의 스님으로 여겨 설법을 듣고는 했다.
그런데 육조혜능의 제자인 하택신회가 신수 이후에 큰 명성을 얻었으며, 그가 자신의 법계의 정당성과 우월성을 주장하면서, 육조단경이란 책을 저술해 세상에 공개했다. 따라서, 육조혜능의 생존 당시에는 신수만이 유명한 고승이었기 때문에, 북신수남혜능은 사실상 없었으나, 하택신회의 육조단경 이후, 육조혜능의 법계가 크게 빛나게 되었다.

## 내용

### 돈오돈수
육조혜능은 석가모니 이래 이어져 내려온 전통적인 깨달음과는 매우 다른, 돈오돈수를 주장했다. 석가모니는 29세에 출가하여 1년 동안 당대 최고의 명상가를 찾아다녔고, 4년 동안 당대 최고라는 세명의 명상가로부터 명상법을 최고경지까지 다 배웠으며, 1년 동안 그동안의 수행법에 문제가 있다고 하여, 수자타로부터 우유를 받아먹고 보리수 나무 아래에서 명상을 하여 깨달음을 얻었다. 즉, 깨닫는데 1년의 명상이 필요했다. 그리고 깨닫고 나서도 40년간 설법을 하면서 평생을 명상을 했다.
육조혜능의 돈오돈수법은, 명상을 전혀 모른채로, 문자도 몰라 불경도 전혀 모른채로, 단 1초만에 깨달음에 이르는 돈오 방법이다. 그리고 단박에 깨달은 후에는 전혀 더이상의 명상 수행이 필요하지 않다는 돈수를 주장한다. 2500년 불교 역사에서 가장 파격적인 주장이다. 즉, 조사를 만나 가르침을 받아 단박에 1초만에 깨닫기 이전에도 명상 수행이 전혀 필요없고, 1초만에 깨달은 이후에도 전혀 명상 수행이 필요없다는 파격이다. 조사를 만나 설법을 듣는 것을 매우 중요시 한다.
이런 돈오돈수법에 대해서는 이견이 존재한다. 즉 돈오법과 점수법이 대립하며, 다시 돈오법은 돈오돈수법과 돈오점수법으로 대립한다.
육조혜능은 자신의 돈오돈수법이, 유일한 수행법이라고 주장하지는 않았으며, 점수법도 존재한다고 명백하게 밝혔다. 다만, 육조단경에서는 돈오돈수법을 중심으로 설법하였다. 점수법은 신수의 북종선(北宗禪)이 유명하다.
돈오점수법은, 육조혜능에 의해 돈오법이 통설이 되자, 석가모니가 한 1년간의 점수법, 그리고 깨닫고 나서 40년간 돌아가실 때까지 명상을 한 점수법이 혼합되어서, 돈오 이후에도 돈수는 아니고 점수를 하여 평생 명상 수행을 해야만 한다는 주장이다.
그러나, 육조단경에서는 돈오점수법을 가르치지는 않고, 돈오돈수법만 가르치고 있다.
돈오돈수법에서도 깨닫고 나서 평생 명상을 한다. 다만, 돈오점수법은 명상을 안하면 12지 묘각 부처의 경지에서 11지 등각보살인 중생으로 떨어진다고 주장하는데, 돈오돈수법은, 명상을 안해도 중생으로 떨어지지는 않는다고 주장한다.

### 사사무애
육조단경에서도 돈오돈수로 깨달은 경지는 사사무애(事事無礙)라는 점을 명확하게 밝히고 있다. 즉, 육조혜능이 설법을 하는 도중에, 즉시에 극락세계를 떼어서 옮겨와 대중들에게 보여주고 있다. 돈오돈수로 사사무애가 되지 않으면 깨달음이 아님을 분명하게 제시하고 있다. 즉시에 극락세계를 떼어오는 신통력은 석가모니가 최초로 설법한 화엄경(華嚴經)에서의 최고경지인 사사무애(事事無礙) 경지를 의미하는 십현문(十玄門) 중에 한 문이다. 부처는 십현문 중에 한가지의 신통력에 자유자재해야 한다고 화엄경은 주장한다. 십현문 중에 하나의 신통력만 가능하면, 나머지 아홉가지도 자유자재하다고 주장한다. 이러한 사사무애는, 석가모니가 열반하기 하루 전에 설법한 열반경(涅槃經)에서도, 부처가 사사무애의 신통력을 부린다고 제자에게 가르치는 내용이 있다.

## 돈점 논쟁
1981년 대한불교 조계종 종정인 퇴옹성철 대종사가 선문정로라는 저서를 써서, 보조국사 지눌이 수심결에서 주장한 돈오점수를 강력하게 비판하며, 돈오돈수가 맞다고 주장해 한국 불교계에 돈점 논쟁이 크게 일어났다. 당시에는 지눌의 돈오점수가 널리 일반화되어 있었다. 향곡, 서옹 스님 등이 성철 스님의 돈오돈수를 지지했다.
당시에도 2018년 현재에도, 삼보사찰 중 승보사찰인 전라도 송광사에서는 보조국사 지눌의 돈오점수를 지지하고 있다.
육조단경에는 분명하게 육조스님이 깨달음에는 돈오와 점수가 없다고 해서, 영민하면 돈오하고, 미혹함이 많으면 점수로 천천히 깨달아 간다고 말했지만, 성철 조정은 당시에 퍼진, 제대로 깨닫지도 못했으면서 깨달았다고 주장하는 스님들이 많아, 제대로 좀 깨닫고 깨달았다고 말해야 한다는 취지에서, 돈오돈수를 주장했다.

## 같이 보기
- 수심결 - 보조국사 지눌의 저서, 돈오점수를 주장한다. 대한불교 조계종에서는 보조국사 지눌을 조계종의 중천조(中闡祖: 분명하게 밝힌 조사)로 여긴다.